# Nautijaur
Nautijaur (Lulesamisch: Návdahárre) is een gehucht binnen de Zweedse gemeente Jokkmokk. Er staan meer zomerhuisjes dan permament bewoonde. Het is gelegen aan een eigen weg, die parallel loopt met de weg tussen Kvikkjokk en Jokkmokk. Het achtervoegsel jaur wijst op het nabijgelegen meer.
In een Stockholmse krant verscheen in 1938 een spookverhaal. Men was per koets op de terugreis van een dansfestijn, toen het paard vlak voor Nautijaur ineens stil stond. Men zag een trein voorbijrijden, waarvan de passagiers geen hoofd hadden. Toen na de schok de koetsier het paard eindelijk in beweging kreeg, rende dat zonder verder oponthoud naar het dorp. Het dichtstbijzijnde spoor ligt 30 kilometer ten oosten van Nautijaur en is van de Inlandsbanan een trein die slechts zelden reed /rijdt en zeker nooit ‘s nachts.
Bestuurscentrum: Jokkmokk (tätort)
Tätort: Porjus · Vuollerim
Småort: Kåbdalis · Mattisudden · Murjek
Overig: Årrenjarka · Framnäs · Kåikul · Kalludden · Kittajaur · Kitteludden · Kuouka · Kuorpak · Kvikkjokk · Messaure · Nautijaur · Njavve · Padjerim · Porsi · Randijaur · Snesudden · Storbacken · Sudok · Tårrajaur · Tjåmotis · Vajkijaur